# Байррос, Луиза Элена де
Луиза Элена де Байррос (порт. Luiza Helena de Bairros; 27 марта 1953 — 12 июля 2016) — бразильский администратор и социолог. Была главным министром секретариата по вопросам политики расового равенства от 2011 до 2014 года.

## Биография
Байррос родилась 27 марта 1953 года в Порту-Алегри, но политическую карьеру начала в штате Баия. На бакалавра она училась в Федеральном университете Риу-Гранди-ду-Сул, магистерскую степень в социальных науках получила от Федерального университета штата Баия, а докторскую — от Мичиганского университета.
Байррос участвовала в проектах Программы развития ООН, направленных на борьбу против расизма. С 2008 года была секретарём по вопросам расового равенства штата Баия, подчинялась губернатору Жаку Вагнеру. В 2011 года президент Дилма Русеф предложила ей присоединиться к её правительству.
Байррос умерла 12 февраля 2016 года от рака легких.